# Hymnarium Cisterciense
Das Hymnarium Cisterciense ist ein liturgisches Buch, das während des Stundengebets der Mönche und Nonnen des Zisterzienserordens verwendet wird. Es beinhaltet Hymnen, feierliche Preis- und Lobgesänge, die zu einem hervorgehobenen Moment einer Gebetszeit gesungen werden. Im Zisterzienserchoral sind sie besonders wichtig, weil die Gründermönche des Ordens viel Wert auf die musikalische Qualität dieser Kompositionen legten. 

## Die ersten Zisterzienser und ihre Hymnen
Die ersten Zisterzienser benutzten um 1100 die liturgischen Texte, die sie bei der Gründung von Cîteaux aus Molesme mitgebracht hatten. Kennzeichen der klösterlichen Kultur unter Gründerabt Stephan Harding waren ein Drang nach Authentizität sowie das Bemühen um treueste Befolgung der Benediktsregel (RB). Um 1108 schickten sie deshalb Kopisten aus ihren Reihen nach Mailand: sie sollten eine Abschrift des Hymnariums erstellen, welches als das Originalexemplar des heiligen Ambrosius galt. Das Ergebnis war ein Hymnarium aus 34 Texten mit 19 unterschiedlichen Melodien. Etwa 20 Jahre lang war es in Gebrauch, konnte die Nutzer aber nicht recht zufriedenstellen. Die Mönche hatten kein Gefallen an den häufigen Wiederholungen und den ambrosianischen Melodien, die für burgundische Hörgewohnheiten seltsam klangen. Daher beauftragte nach dem Ende der Regierungszeit von Abt Stephan Harding, gegen Ende der 1130er Jahre, das Generalkapitel Bernhard von Clairvaux mit einer Revision des Buches.

## Reform unter Bernhard von Clairvaux
Bernhard und seine Mitarbeiter hielten sich an die feierliche Verordnung Stephan Hardings. Folgende Beobachtung wurde für sie zum Ausgangspunkt: Die Regel spricht viermal vom sogenannten Ambrosianum, im Zusammenhang mit den Vigilien (RB 9,4), den Laudes (RB 12,4; 13,11) und der Vesper (RB 18,8). Bei den kleinen Horen verwendet sie hingegen den Terminus Hymnus. Aufgrund dieses Befunds wurden dem Hymnarium 21 nicht-mailändische Texte beigefügt, welche für die Zyklen und Feste, allerdings zur Terz und Komplet, wiedereingeführt wurden. All diese Texte fanden sich schon im Hymnarium von Molesme, mit Ausnahme von Summi largitor; nun wurde es also wieder möglich, große Klassiker anzustimmen, wie etwa Vexilla regis in der Karwoche, Conditor alme in der Adventszeit oder Quem terra pontus an den Marienfesten. Da man die gleichen Prinzipien hochhielt wie schon die erste Generation, behielt man die 34 einfachen Hymnen bei, jedoch mit einigen Textvarianten um der Lehrgenauigkeit willen. Um bei den Texten eine größere Vielfalt zu erzielen, teilte man sie nach einem damals geläufigen Prinzip auf: Man sang den Hymnus zur Vesper vollständig, für die Vigilien und Laudes aber nur je zur Hälfte.
Mit den Melodien ging man freier um: Die meisten wurden modifiziert, sechs wurden vollständig eliminiert, andere wiederum, meist traditionelle, neu eingeführt. Waddell hat sieben neue Melodien identifiziert, von denen die letzten vier genuin zisterziensische Schöpfungen sind: Optatis votis omnium, Almi prophete (heutzutage auf Aurea lucis), O quam glorifica, Deus tuorum militum, Mysterium ecclesiae, Iesu nostra redemptio und Iam Christus astra – allesamt sehr ausdrucksstark und von hoher emotionaler Intensität. Man kommt somit auf eine Sammlung von 55 Texten auf 37 Melodien, die sehr getreu bis zum Tridentinischen Konzil überliefert waren. Das Hymnarium weist nur wenige Hinzufügungen auf, bedingt durch die Einführung neuer liturgischer Feste: Fronleichnam, Hochfest des heiligen Bernhard, Mariä Heimsuchung, die Feste St. Anna, St. Josef und das der heiligen Schutzengel.

## Die tridentinische Reform
Im Jahr 1656 veröffentlichte Abt Claude Vaussin als Folge der Konzilsbeschlüsse von Trient das Breviarium cisterciense iuxta ritum romanum: Alle festlichen Hymnen von Terz und Komplet, mit Ausnahme des Veni Creator, wurden nun auf die großen Gebetszeiten (Laudes und Vesper) verschoben. Die Melodien des Vorgänger-Hymnariums wurden gleichwohl alle beibehalten, es tauchten allerdings einige zisterziensische Neudichtungen im Offizium auf: die damals für das Fest aller Ordensheiligen geschaffenen Hymnen etwa, oder Jesu dulcis memoria, im 12. Jahrhundert von einem englischen Zisterzienser für das Namen-Jesu-Fest gedichtet. Die ambrosianische Tradition ging Großteils unter, und man muss sich fragen, ob die Zisterzienser ihr überhaupt noch Wert beimaßen. Ist doch die Absicht auffallend, mit der sie beträchtliche Textvarianten oder für die geprägten Zeiten sogar unterschiedliche Hymnen, für die gesamte Werktagswoche jedoch einen einzigen Hymnus bei Vigilien, Laudes und Vesper aufrechterhielten, statt wie das Römische Brevier für jeden Tag einen eigenen Hymnus vorzusehen.

## Das 20. Jahrhundert
Im Laufe des 20. Jahrhunderts förderte die liturgische Erneuerung u. a. auch den ambrosianischen Schatz erneut zu Tage, so dass er im Römischen Brevier von 1974 Raum fand: Veni Redemptor gentium, Iam surgit hora tertia, Hic est dies verus Dei, um nur einige zu nennen. Die Richtungsweisungen durch das Zweite Vatikanische Konzil (Textkritik, historisch-kritische Methode, erneuerte theologische Grundlegung, Textvarianten) motivierten auch die Redaktoren des neuen Römischen Breviers, die im Gebrauch befindlichen Texte zu überarbeiten oder durch neue zu ersetzen, insbesondere für die Heiligenfeste. Die Zisterzienserkonvente bemühen sich seitdem, entsprechend ihren unterschiedlichen Vorlieben, zu einer harmonischen Synthese zu gelangen von Erhaltung des zisterziensischen Erbes und Anpassung an die Bedürfnisse unserer Zeit sowie die Liturgie der Weltkirche.

## Das 21. Jahrhundert
Eine „Brevier-Arbeitsgruppe“ arbeitet derzeit an einer Neuausgabe des Zisterzienser Breviers. Die Gruppe aus Mönchen und Nonnen des Ordens aus verschiedenen Klöstern arbeitet unter der Moderation von Pater Coelestin, dem Liturgiesekretär des Ordens, an einer überarbeiteten Neuausgabe. Dabei geht es sowohl um die Verbesserung, die Vereinheitlichung, sowie um die Ergänzung des Heiligenkalenders. Die Arbeitsgruppe ist im Stift Heiligenkreuz ansässig.

## Digitalisate
- Hymnarium cisterciense – Lichtenthal 28 (Mitte des 13. Jh.s)
- Lichtenthal 28 et 32, c. 1250, Badische Landesbibliothek Karlsruhe
- Scan Antiphonarium et hymnarium Cisterciense. (1400) Sedlec (1700)
- unidentifiziertes Hymnar des 17./18. Jh.s
- Hymnarium cisterciense Westmalle 1952

## Ausgaben des 20. Jahrhunderts
- Hymnarium Cisterciense, hg. von Augustin Marre, Rom, 1909.
- Hymnarium Cisterciense, hg. von Edmondo Bernardini, Westmalle, 1941.
- Hymnarium Cisterciense, hg. von Matthäus Quatember, Rom, 1952.